# 1221 Амур
Аму́р (1221 Amor (1932 EA1)) — астероїд № 1221, який досить близько підходить до Землі. У перигелії його відстань від Сонця становить 1,085 а. о. Астероїд перетинає орбіту Марса, але не перетинає орбіту Землі.
Відкритий 1932 року Еженом Дельпортом. 
Астероїд отримав назву від імені римського божества кохання Амура.
Ім'ям Амура названо групу астероїдів, орбіти яких пролягають зовні орбіти Землі, та які можуть зближуватися із нашою планетою.